# Hippaphesis
Hippaphesis är ett släkte av skalbaggar. Hippaphesis ingår i familjen långhorningar.
Kladogram enligt Catalogue of Life:
| Hippaphesis | \| \| Hippaphesis granicornis \| \| \| \| \| \| Hippaphesis punctata \| \| \| \| |
|             | \| \| Hippaphesis granicornis \| \| \| \| \| \| Hippaphesis punctata \| \| \| \| |
|             | Hippaphesis granicornis                                                          |
|             |                                                                                  |
|             | Hippaphesis punctata                                                             |
|             |                                                                                  |